# 2478 Tokai
2478 Tokai је астероид главног астероидног појаса чија средња удаљеност од Сунца износи 2,225 астрономских јединица (АЈ).
Апсолутна магнитуда астероида је 12,8.